# HD 188209
HD 188209，又名BD+46 2793，SAO 48917、HR 7589，是一颗恒星，视星等为5.62，位于銀經80.99，銀緯10.09，其B1900.0坐标为赤經19h 48m 58.2s，赤緯+46° 10.09′ 9″。